# Diego Valdés
Diego Alfonso Valdés Contreras (Santiago del Cile, 30 gennaio 1994) è un calciatore cileno, centrocampista dell'América.

## Carriera

### Club
Ha debuttato tra i professionisti nel 2012 con l'Audax Italiano.
Nel giugno 2016 si è trasferito in Messico ai Monarcas Morelia.

### Nazionale
Il 29 gennaio 2015 ha debuttato con la Nazionale maggiore cilena in occasione di un'amichevole vinta per 3-2 contro gli Stati Uniti in cui ha giocato 59 minuti prima di venire sostituito da Juan Delgado Baeza.

## Palmarès

### Club

#### Competizioni nazionali
- Campionato messicano: 3

America: Apertura 2023, Clausura 2024, Apertura 2024